# Tomomi Hayashi
Tomomi Hayashi, (né le 1er février 1971 à Toyama au Japon) est un architecte nippo-estonien.

## Biographie
De 1990 à 1994, Tomomi Hayashi est étudiant au département d'architecture de l'Université nationale de Yokohama (横浜国立大学, Yokohama Kokuritsu Daigaku) puis de 1995 à 1999, à l'Institut polytechnique et Université d'État de Virginie.
De 1994 à 1995, Tomomi Hayashi travaille dans le bureau d'architectes Maki & Associates à Tōkyō, de 1999 à 2001, dans l'agence Rafael Viñoly Architects à New York.
Depuis 2001, il travaille en Estonie, de 2001 à 2003 dans le cabinet HEAD Arhitektid OÜ, en 2003 chez KOSMOS OÜ et de 2004 à présent pour l'agence HG architecture OÜ.
Les réalisations les plus notables de Tomomi Hayashi sont une salle de sport dans l'arrondissement de Lasnamäe, le musée des occupations (en) à Tallinn, le centre d'affaires Foorum et la reconstruction de l'ancien entrepôt de farine du quartier de Rotermann.
En 2003, Tomomi Hayashi reçoit le prix annuel d'architecture de la Fondation culturelle de l'Estonie pour la salle de sport située à Lasnamäe ainsi que le prix du meilleur bâtiment béton.
En 2009, il est nommé pour le prix Mies van der Rohe pour la reconstruction et l'extension de l'ancien entrepôt de farine du quartier de Rotermann.
Tomomi Hayashi est membre de l'Association des architectes estoniens.

## Réalisations
- 1997 : Hall nord du Makuhari Messe dans la préfecture de Chiba, (avec Maki & Associates)
- 2003 : Centre de conventions David L. Lawrence, (avec Rafael Viñoly)
- 2003 : Salle de sports à Lasnamäe, (avec Siiri Vallner et Hanno Grossschmidt (et))
- 2003 : Musée des occupations (en) à Tallinn, (avec Siiri Vallner, Indrek Peil)
- 2007 : Forum department store, (avec Hanno Grossschmidt)
- 2009 : Ancien entrepôt de farine du quartier de Rotermann[2], (avec Hanno Grossschmidt)

## Concours
- 2002 : Hôtel Paadi, 1er prix
- 2005 : Musée d'agriculture de Mahtra, 1er prix
- 2005 : Ancien entrepôt de farine du quartier de Rotermann, 1er prix
- 2007 : Concours international pour le nouveau bâtiment de la société de radiodiffusion publique estonienne

## Prix
- 2003 : Prix annuel d'architecture de la Fondation Culturelle d'Estonie
- 2003 : Meilleur bâtiment en béton

### Source de la traduction
- (en) Cet article est partiellement ou en totalité issu de l’article de Wikipédia en anglais intitulé « Tomomi Hayashi » (voir la liste des auteurs).